# Thống đốc
Thống đốc, ở một số quốc gia còn được gọi là Tỉnh trưởng hoặc Chủ tịch tỉnh là người đứng đầu cơ quan hành chính hoặc nhánh hành pháp ở một địa phương và cũng là người đại diện cao nhất của địa phương. Hầu hết trên các quốc gia trên thế giới, chức vụ thống đốc chỉ dành cho cấp địa phương cao nhất như là tiểu bang (Hoa Kỳ, Brasil, Nga...) hoặc tỉnh (Trung Quốc, Nhật Bản...).

## Các chức danh tương tự
Ngoài tên gọi Thống đốc (governor) ra còn có nhiều chức danh khác có nghĩa tương đương như thống đốc. Ví dụ như Tỉnh trưởng (prefect, provincial chief) ở Pháp, Trung Quốc... hoặc Chủ tịch Tỉnh (Provincial chairman, Provincial president) ở Việt Nam, Ý... Ở các quốc gia chịu ảnh hưởng của hệ thống Anh Quốc như Ấn Độ, Canada, Úc thì ngoài Thống đốc ra thì còn có Thủ hiến. Ở các nước chịu ảnh hưởng của Anh, thì chức Thống đốc chỉ mang tính hình thức, Thủ hiến mới là người điều hành chính quyền địa phương.

## Lịch sử
Trong chế độ quân chủ phong kiến và thực dân đế quốc đã từng tồn tại nhiều chức danh khác nhau với hàm ý tương đương:
- Tuần phủ hoặc Tuần vũ (đứng đầu một tỉnh hoặc đạo): phong kiến Trung Quốc, phong kiến Việt Nam
- Tri phủ (đứng đầu một phủ): phong kiến Trung Quốc, phong kiến Việt Nam
- Thứ sử (đứng đầu một châu): phong kiến Trung Quốc, phong kiến Việt Nam
- Thống sứ, Khâm sứ (Administrator, Resident Superior): Ai Cập cổ đại, La Mã cổ đại, và gần đây là thời kỳ Thực dân Pháp tại Liên bang Đông Dương
- Công sứ (Resident): các thuộc địa của Cộng hòa Pháp, hoặc thời Đế quốc Nhật Bản tại Đông Á và Đông Dương
- Ủy viên (Commissioner): thời Thực dân Pháp quay lại Đông Dương sau Thế chiến II

## Vai trò
Tại hầu hết các quốc gia trên thế giới, Thống đốc là người đứng đầu và đại diện cho chính quyền địa phương. Chính quyền địa phương thường là phân cấp cao nhất, ví dụ như tiểu bang hoặc tỉnh của một quốc gia. Thống đốc được xem là một Tổng thống thu nhỏ hoặc Chủ tịch nước thu nhỏ của địa phương đó. Thống đốc có toàn quyền điều hành, bổ nhiệm nhân sự và đưa ra các chính sách cho địa phương đó

## Việt Nam
Hiện nay chức danh này ở Việt Nam tương đương với Chủ tịch Ủy ban nhân dân cấp Tỉnh hoặc Thành phố trực thuộc trung ương. Nên lưu ý là tên gọi Thống đốc cũng được dùng để chỉ người đứng đầu Ngân hàng Nhà nước Việt Nam hiện nay.
Thời Quốc gia Việt Nam và Việt Nam Cộng hòa có chức Tỉnh trưởng.